# YUMING COLLECTION
『YUMING COLLECTION』（ユーミン・コレクション）は、荒井由実の編集盤であり、1992年9月21日に発売された。アルファレコードによってアーティストの意思とは関係なく発売された類のアルバム（非公式ベスト・アルバム）であるため、EMIミュージック・ジャパン内の彼女のディスコグラフィーには掲載されていない。
アルファレコードのレコード・CD制作撤退に伴い、現在は廃盤。
規格品番：ALCA-375〜377（ASIN：B000UV2JT4／EAN：4988024011041）。

## 解説
- 本作には荒井由実時代のオリジナル・カラオケ音源が収録されており、本作以降に発売されたベスト盤等にオリジナル・カラオケ・トラック（DISC-3）が収録されたことは2023年現在無い[1]ため、貴重であるといえる。また、DISC-3の4曲目に「魔法の鏡」が収録されているが、裏面ジャケットで「魔法の鐘」と誤植されている。
- DISC-3（オリジナル・カラオケ・ディスク）に収録された音源は、「やさしさに包まれたなら」および「魔法の鏡」がシングル・ヴァージョンである。
- オリジナル・カラオケは「あの日にかえりたい」、「きっと言える」、「やさしさに包まれたなら」ではフェイド・アウトの時間が歌唱入りテイクより若干長い。また「ルージュの伝言」ではオープニングのドラムスのフェイド・インが編集でカットされ、2小節分のみが収録されている。
- 「翳りゆく部屋」は2017年現在世に出回っている音源の大部分がリミックスが施された「album mix」版であり、シングル版とはドラムスの定位が異なる（コーラスが強めに入っている等）他、一部でボーカルが差し替えられているなどの相違がある[2]。本作にはあまりCD化されていない「single mix（original）」が収録されている。

## 収録曲

### DISC-1
1. ひこうき雲
アルバム『ひこうき雲』より。
2. 恋のスーパーパラシューター
アルバム『ひこうき雲』より。
3. きっと言える
アルバム『ひこうき雲』より。
4. ベルベット・イースター
アルバム『ひこうき雲』より。
5. 雨の街を
アルバム『ひこうき雲』より。
6. 返事はいらない
Single Version
7. 生まれた街で
アルバム『MISSLIM』より。
8. 瞳を閉じて
アルバム『MISSLIM』より。
9. やさしさに包まれたなら
Single Version
10. 12月の雨
アルバム『MISSLIM』より。
11. 魔法の鏡
Single Version
12. たぶんあなたはむかえに来ない
アルバム『MISSLIM』より。
13. コバルト・アワー
アルバム『COBALT HOUR』より。正式なタイトルは英語表記で「COBALT HOUR」。

### DISC-2
1. 卒業写真
アルバム『COBALT HOUR』より。
2. ルージュの伝言
アルバム『COBALT HOUR』より。
3. チャイニーズ・スープ
アルバム『COBALT HOUR』より。正式なタイトルは英語表記で「CHINESE SOUP」。
4. 少しだけ片想い
アルバム『COBALT HOUR』より。
5. 雨のステイション
アルバム『COBALT HOUR』より。
6. さざ波
アルバム『14番目の月』より。
7. 14番目の月
アルバム『14番目の月』より。
8. 朝陽の中で微笑んで
アルバム『14番目の月』より。
9. 避暑地の出来事
アルバム『14番目の月』より。
10. 中央フリーウェイ
アルバム『14番目の月』より。
11. グッド・ラック・アンド・グッド・バイ
アルバム『14番目の月』より。
12. あの日にかえりたい
アルバム『YUMING BRAND』より。
13. 翳りゆく部屋
Single（Original）Mix

### DISC-3
1. あの日にかえりたい（オリジナルカラオケ）
2. きっと言える（オリジナルカラオケ）
3. やさしさに包まれたなら（オリジナルカラオケ）
4. 魔法の鏡（オリジナルカラオケ）
このアルバムで、タイトルが間違って表記されていた（「魔法の鐘」）。
5. ルージュの伝言（オリジナルカラオケ）
6. 少しだけ片想い（オリジナルカラオケ）
7. 雨のステイション（オリジナルカラオケ）
8. 中央フリーウェイ（オリジナルカラオケ）
9. グッド・ラック・アンド・グッド・バイ（オリジナルカラオケ）
10. 翳りゆく部屋（オリジナルカラオケ）

- 全作詞作曲：荒井由実